# Mali Izvor, Dobrici
Mali Izvor (în bulgară Мали Извор, în română Acbunarul-Mic) este un sat în comuna Tervel, regiunea Dobrici, Dobrogea de Sud, Bulgaria. 
Între anii 1913-1940 a făcut parte din plasa Curtbunar a județului Durostor, România.

## Demografie
Componența etnică a satului Mali Izvor
     Bulgari (100%)
     Nicio identificare (0%)
     Altele (0%)
La recensământul din 2011, populația satului Mali Izvor era de 19 locuitori. Din punct de vedere etnic, toți locuitorii erau bulgari.